# Marcelo González (Fußballspieler, 1977)
Marcelo González, vollständiger Name Marcelo González Larrazábal, (* 21. September 1977 in Montevideo) ist ein uruguayischer Fußballspieler.

## Karriere
Der 1,81 Meter große Defensivakteur González stand von Mitte 2008 bis Mitte 2009 in Reihen des guatemaltekischen Klubs Deportivo Petapa, für den er in der Saison 2008/09 einen Treffer in der Liga Nacional erzielte. Anschließend wechselte er innerhalb des mittelamerikanischen Staates zu Deportivo Jalapa. Dort schoss er in der Spielzeit 2009/10 bei mindestens zwei Ligaeinsätzen jeweils ein Tor. Zudem lief er 2009 in zwei Begegnungen (kein Tor) der CONCACAF Champions League auf. Seit Jahresbeginn 2011 setzte er seine Karriere in Uruguay beim Zweitligisten Juventud fort.
In den Spielzeiten 2010/11 und 2011/12 kam er beim Klub aus Las Piedras in neun bzw. 17 Partien der Segunda División zum Einsatz. Ein persönlicher Torerfolg gelang ihm dabei nicht.